# Atletica leggera ai Giochi della XXIV Olimpiade - Staffetta 4×100 metri maschile
La staffetta 4×100 metri ha fatto parte del programma maschile di atletica leggera ai Giochi della XXIV Olimpiade. La competizione si è svolta nei giorni 30 settembre-1º ottobre 1988 allo Stadio olimpico di Seul.

## Presenze ed assenze dei campioni in carica
| Competizione        | Atleta           | Prestazione | Seul 1988 |
| ------------------- | ---------------- | ----------- | --------- |
| Olimpiadi 1984      | Stati Uniti      | 37”83       | Presenti  |
| Commonwealth 1986   | Canada           | 39”15       | Presente  |
| Goodwill Games 1986 | Stati Uniti      | 37”98       | Presenti  |
| Europei 1986        | Unione Sovietica | 38”29       | Presente  |
| Asiatici 1986       | Cina             | 39”17       | Presente  |
| Panamericani 1987   | Stati Uniti      | 38”41       | Presenti  |
| Africani 1987       | Nigeria          | 39”06       | Presente  |
| Mondiali 1987       | Stati Uniti      | 37”90       | Presenti  |

## Risultati

Video della 4ª batteria

Video della Finale

La staffetta statunitense, superfavorita per la vittoria in finale, viene squalificata in batteria per un cambio fuori settore.
| Pos | Paese            | Atleti                                                           | Tempo |
| --- | ---------------- | ---------------------------------------------------------------- | ----- |
|     | Unione Sovietica | Viktor Bryzgin Vladimir Krylov Vladimir Muravjev Vitali Savin    | 38"19 |
|     | Gran Bretagna    | Elliot Bunney John Regis Mike McFarlane Linford Christie         | 38"28 |
|     | Francia          | Bruno Marie-Rose Daniel Sangouma Gilles Quénéhervé Max Morinière | 38"40 |